# Inessa Sargsyan
Inessa Yevgenyevna Sargsyan (em russo:  Инесса Евгеньевна Саргсян; Saratov, 17 de janeiro de 1972) é uma ex-jogadora de voleibol da Rússia que competiu nos Jogos Olímpicos de 2000.
Em 2000, ela fez parte da equipe russa que conquistou a medalha de prata no torneio olímpico, no qual atuou em duas partidas.